# Prva A Liga (pallacanestro)
La Prva A Liga è la massima serie del campionato montenegrino di pallacanestro.

## Storia
Quando il Montenegro faceva parte della Jugoslavia socialista le squadre locali partecipavano al campionato jugoslavo. Con la dissoluzione della Jugoslavia e la nascita della Repubblica Federale di Jugoslavia nel 1992, le squadre montenegrine e serbe continuarono a giocare in quel campionato, sebbene quest'ultimo si chiamasse ancora prima divisione jugoslava.
Nel 2003 la Repubblica Federale di Jugoslavia fu rinominata Serbia e Montenegro e il campionato nazionale cambiò nome in prima divisione serbomontenegrina. Dal 2003 al 2006 il campionato montenegrino esisteva come una delle due seconde divisioni dello stato.
Con la separazione del Montenegro dalla Serbia, nel maggio 2006, è nato il campionato di pallacanestro montenegrino, che è partito nella stagione 2006-2007.

## Albo d'oro
- 2006-2007  Budućnost
- 2007-2008  Budućnost
- 2008-2009  Budućnost
- 2009-2010  Budućnost
- 2010-2011  Budućnost
- 2011-2012  Budućnost
- 2012-2013  Budućnost
- 2013-2014  Budućnost
- 2014-2015  Budućnost
- 2015-2016  Budućnost
- 2016-2017  Budućnost
- 2017-2018  Mornar Bar
- 2018-2019  Budućnost
- 2019-2020 non assegnato
- 2020-2021  Budućnost
- 2021-2022  Budućnost
- 2022-2023  Budućnost
- 2023-2024  Budućnost

## Vittorie per club
| Club       | Titolo | Città     | Anno                                    |
| ---------- | ------ | --------- | --------------------------------------- |
| Budućnost  | 16     | Podgorica | 2007-2017, 2019, 2021, 2022, 2023, 2024 |
| Mornar Bar | 1      | Antivari  | 2018                                    |